# Орел Дев'ятого легіону
«Орел Дев'ятого легіону» (англ. The Eagle, дослівно укр. Орел) — британсько-американський пригодницько-драматичний фільм 2011 року режисера Кевіна Макдональда спільного виробництва Великої Британії, США й Угорщини. У головних ролях Ченнінг Татум, Джеймі Белл, Дональд Сазерленд. Стрічка знята на основі однойменного роману англійської письменниці Розмарі Саткліфф.
Сценаристом був Джеремі Брок, продюсером — Дункан Кенворсі. Вперше у США фільм продемонстрували 11 лютого 2011 року. В Україні у кінопрокаті прем'єра фільму відбулась 17 лютого 2011 року.

## Сюжет
140 року Маркус Флавіус Аквіла їде з Риму до Британії, щоб у горах Шотландії знайти пропалий 20 років перед тим легендарний
Дев'ятий легіон на чолі з його батьком. Його головною метою є повернення символу легіону — орла. Для цього Маркусу потрібно вирушити у гори Каледонії. Він звільняє з рабства Еска і бере його зі собою, але попавши у полон до дикого племені, їм потрібно помінятись місцями: Еска стає господарем, а Маркус — рабом.

## У ролях
| Актор             | Персонаж                                                       | Роль                              |
| ----------------- | -------------------------------------------------------------- | --------------------------------- |
| Ченнінг Татум     | Маркус Флавіус Акіла (англ. Marcus Flavius Aquila)             | молодий римський центуріон        |
| Джеймі Белл       | Еска (англ. Esca)                                              | раб пікта                         |
| Дональд Сазерленд |                                                                | дядько Маркуса Акіли              |
| Марк Стронг       | Ґарн / Луціус Кай Метеллус (англ. Guern/Lucius Caius Metellus) | один з вцілілих Дев'ятого легіону |
| Тахар Рахім       |                                                                | принц піктів                      |
| Пол Ріттер        | Гальба (англ. Galba)                                           |                                   |

## Сприйняття

### Критика
Фільм отримав змішані відгуки: Rotten Tomatoes дав оцінку 39 % на основі 148 відгуків від критиків (середня оцінка 5,3/10) і 41 % від глядачів із середньою оцінкою 3,1/5 (41,104 голоси). Загалом на сайті фільми має негативний рейтинг, фільму зарахований «гнилий помідор» від кінокритиків і «розсипаний попкорн» від глядачів, Internet Movie Database — 6,2/10 (39 925 голосів), Metacritic — 55/100 (35 відгуків критиків) і 6,0/10 від глядачів (66 голосів). Загалом на цьому ресурсі від критиків і від глядачів фільм отримав змішані відгуки.

### Касові збори
Під час показу в Україні, що стартував 17 лютого 2011 року, протягом першого тижня фільм показали у 23 кінотеатрах і він зібрав 56,982 $, що на той час дозволило йому зайняти 5 місце серед усіх прем'єр. Загалом фільм зібрав 115,334 $. Із цим показником стрічка зайняла 102 місце у кінопрокаті за касовими зборами в Україні.
Під час показу у США, що розпочався 11 лютого 2011 року, протягом першого тижня фільм показали у 2,296 кінотеатрах і він зібрав 8,684,464 $, що на той час дозволило йому зайняти 4 місце серед усіх прем'єр. Показ фільму протривав 56 днів (8 тижнів) і за цей час фільм зібрав у прокаті у США 19,490,041  доларів США, а у решті світу 7,631,999  доларів США (за іншими даними 16,564,665 $), тобто загалом 27,122,040  доларів США (за іншими даними 36,054,706 $) при бюджеті 25 млн $.

### Нагороди і номінації[11]
| Рік  | Нагорода      | Категорія       | Номінант      | Результат |
| ---- | ------------- | --------------- | ------------- | --------- |
| 2012 | Премія «Едда» | Найкраща музика | Атлі Ерварсон | Номінація |

### Виноски
1. 1 2  The Eagle: Release Info (англ.). Internet Movie Database. Процитовано 4 грудня 2013.
2. 1 2  Орел дев'ятого Легіону. Kino-teatr.ua. Процитовано 4 грудня 2013.
3. 1 2  The Eagle (англ.). Internet Movie Database. Процитовано 4 грудня 2013.
4. 1 2  The Eagle (англ.). Box Office Mojo. Процитовано 4 грудня 2013.
5. 1 2 3  The Eagle (англ.). The Numbers. Процитовано 4 грудня 2013.
6. 1 2  The Eagle: Full Cast & Crew (англ.). Internet Movie Database. Процитовано 4 грудня 2013.
7. ↑  The Eagle (англ.). Rotten Tomatoes. Процитовано 4 грудня 2013.
8. ↑  The Eagle (англ.). Metacritic. Процитовано 4 грудня 2013.
9. ↑  The Eagle — Ukraine Weekend Box Office (англ.). Box Office Mojo. Процитовано 4 грудня 2013.
10. ↑  Ukraine Yearly Box Office. 2011 (англ.). Box Office Mojo. Процитовано 4 грудня 2013.
11. ↑  Un prophète: Awards (англ.). Internet Movie Database. Процитовано 4 грудня 2013.